# Kazimierz Orzechowski
Kazimierz Ignacy Orzechowski (13. července 1923, Lvov – 9. dubna 2009, Vratislav) byl polský historik státu a práva, profesor a prorektor Vratislavské univerzity, poslanec polského sejmu.
Ve své odborné činnosti se zabýval zejména dějinami veřejné správy ve Slezsku a hospodářskými dějinami pozdního středověku.

## Z díla
- Historia Ustroju Śląska, Wrocław 2005
- Podatek szacunkowy na tle systemu daninowego dawnego Śląska 1527–1740. Studium historycznoprawne, Wroclaw 1999
- Indykcja dominiów, poddanych i miast Śląska według "Pierwszej rewizji" z 1726 roku. Materiały do statystyczno-geograficznego opisu Śląska z pierwszej połowy XVIII wieku, Wrocław 1995
- Rachunki śląskich stanów (1527–1741). Studium źródłoznawcze, Wrocław 1994
- Katastry śląskiego podatku szacunkowego (1527–1740), Wrocław 1992
- Ogólnośląskie zgromadzenia stanowe, Warszawa–Wrocław 1979